# Уилфред Бион
Уилфред Рупрехт Бион (първото и третото име на английски, второто на немски: Wilfred Ruprecht Bion, правилен правопис на фамилията Байън) е английски психиатър и психоаналитик.

## Научна дейност
Пионер в груповата динамика, Бион е асоцииран с Тавистокската група, група на психолози пионери, които основават Тавистокския университет през 1946 на основата на споделени преживявания от военно време. По-късно пише „Изследвания на малката група“, която книга става важно упътване за движенията за групова психотерапия и енкаунтър групите в началото на 60-те и бързо става мерило за работа с приложението на груповата теория в много полета.
Бион е ученик на Мелани Клайн и проявява интерес към психичното развитие на детето, към психозите и към малките групи. Във всяка група съществуват две нива: на рационалното и очевидното и на ирационалното, афективното, скритото и несъзнаваното. Между тези нива съществуват сложни отношения, които се изясняват с помощта на анализа.